# San José (Córdova)
San José é um município da província de Córdova, na Argentina. Tem uma população de 2800 habitantes. É conhecido, na Argentina, por suas frequentes atividades sísmicas.